# Crescendo (eyelisのアルバム)
『crescendo』（クレッシェンド）は、2016年5月18日にワーナー・ブラザース・ホーム・エンターテイメントから発売されたeyelisの2枚目のスタジオ・アルバム。

## 概要
2012年にセルフカバー・アルバム『PRE-PRODUCTION』でデビューした音楽家ユニットeyelisの2枚目のスタジオ・アルバム。オリジナルアルバムとして、またワーナー・ブラザース・ホーム・エンターテイメントから発売するアルバムとしては、ユニット初である。
テレビアニメ『ハヤテのごとく！ CAN’T TAKE MY EYES OFF YOU』『THE UNLIMITED 兵部京介』『赤髪の白雪姫』、OVA『神のみぞ知るセカイ 天理篇』などの今まで発売されたアニメタイアップ曲全曲のほか、新曲3曲を収録する。
販売形態は、特典CD付盤（1000597873）、通常盤（1000597874）の全2種。特典CD付盤には、ワーナー・ブラザース・ホーム・エンターテイメント移籍後の楽曲のうち6曲のデモテイクを収録したCDが特典として同梱される。

## 収録内容
| ボーカル: 川崎里実 (#1 - 7, 11 - 14)、増田武史 (#8 - 10)。 |                                          |              |            |           |       |
| #                                                          | タイトル                                 | 作詞         | 作曲       | 編曲      | 時間  |
| 1.                                                         | 「CAN'T TAKE MY EYES OFF YOU」           | 畑健二郎     | 川崎里実   | 前口渉    | 3:34  |
| 2.                                                         | 「銀世界」                               | 矢吹香那     | 前口渉     | 前口渉    | 3:25  |
| 3.                                                         | 「ページ 〜君と綴る物語〜」              | 矢吹香那     | 川崎里実   | 前口渉    | 4:41  |
| 4.                                                         | 「絆にのせて」                           | 川崎里実     | 増田武史   | 増田武史  | 4:18  |
| 5.                                                         | 「ヒカリノキセキ」                       | 漆野淳哉     | 佐々倉有吾 | 前口渉    | 4:40  |
| 6.                                                         | 「未来への扉」                           | 西田恵美     | 渡辺拓也   | 前口渉    | 4:31  |
| 7.                                                         | 「輝きの欠片」                           | 若木民喜     | 川崎里実   | 増田武史  | 5:10  |
| 8.                                                         | 「空の涯て」                             | 六ツ見純代   | 渡辺翔     | 前口渉    | 4:41  |
| 9.                                                         | 「OUTLAWS」                              | 六ツ見純代   | 河田貴央   | 増田武史  | 3:23  |
| 10.                                                        | 「One NEXUS」                            | 六ツ見純代   | 渡辺翔     | 前口渉    | 4:58  |
| 11.                                                        | 「I see」                                | 畑健二郎     | 川崎里実   | 川崎里実  | 4:29  |
| 12.                                                        | 「CAN'T TAKE MY EYES OFF YOU (Reprise)」 | 畑健二郎     | 川崎里実   | 前口渉    | 3:17  |
| 13.                                                        | 「ナチュラリズム」                       | くまのきよみ | 前口渉     | 前口渉    | 4:44  |
| 14.                                                        | 「Celebration」                          | -            | 増田武史   | 増田武史  | 2:34  |
| 合計時間:                                                  | 合計時間:                                | 合計時間:    | 合計時間:  | 合計時間: | 58:31 |

| #  | タイトル                         | 作詞         | 作曲     | 編曲     | 時間 |
| -- | -------------------------------- | ------------ | -------- | -------- | ---- |
| 1. | 「絆にのせて」(DEMO)             | 川崎里実     | 増田武史 | 増田武史 | 1:46 |
| 2. | 「ページ〜君と綴る物語〜」(DEMO) | 矢吹香那     | 川崎里実 | 川崎里実 | 1:54 |
| 3. | 「僕は今」(DEMO)                 | 矢吹香那     | 川崎里実 | 川崎里実 | 1:33 |
| 4. | 「輝きの欠片」(DEMO)             | 若木民喜     | 川崎里実 | 川崎里実 | 4:57 |
| 5. | 「One NEXUS」(DEMO)              | 六ツ見純代   | 増田武史 | 増田武史 | 4:56 |
| 6. | 「ナチュラリズム」(DEMO)         | くまのきよみ | 前口渉   | 前口渉   | 4:41 |